# Paul Smith (Künstler)
Paul Smith (* 21. September 1921 in Philadelphia; † 25. Juni 2007 in Roseburg) war ein US-amerikanischer Künstler. Er gilt als Pionier der ASCII-Art, da er hunderte Bilder auf seiner Schreibmaschine anfertigte, und somit Typewriter Art schuf.

## Leben
Smith wurde mit zerebral bedingter Spastik geboren und war deshalb als Kind stets auf die Hilfe anderer Menschen angewiesen. Trotz dieser Muskelkrankheit, durch die ihm präzise Bewegungen mit den Händen nicht möglich waren, erlernte er das Schachspiel, wobei er Helfer die Züge ausführen ließ. Durch das Schachspiel gelangte Smith später in höhere soziale Kreise. Er galt als guter Spieler, es sind jedoch keine Partien überliefert.
Anfang des 20. Jahrhunderts wurden an Smiths Wohnort Menschen mit Beeinträchtigungen wie Spastik nicht in öffentliche Schulen aufgenommen, weshalb auch Smith von der Schule ausgeschlossen blieb. Obwohl er so weder lesen noch schreiben konnte, begann er, eine Schreibmaschine zu verwenden, mit der er Bilder anfertigte. Der Mechanismus der Schreibmaschine produzierte dabei immer das gewünschte Symbol, egal wie lange eine Taste gedrückt wurde oder wie wenig die Muskeln von Smith kontrolliert werden konnten. Beim Gebrauch farbiger Tinte fiel Smith auf, dass er diese mit seinen Fingern verwischen konnte; diese Technik wandte er danach ebenfalls für Bilder an. Durch die Einschränkungen der Schreibmaschine musste Smith bereits im Voraus detailliert das Ergebnis der Bilder planen, da er Fehler nicht korrigieren konnte.
Smith fertigte verschiedenste Motive an, unter anderem Porträts bekannter Persönlichkeiten, eine Mona Lisa, Landschaftsbilder, Alltagsräume und Gegenstände. Oftmals verschenkte er die Originalbilder und behielt meistens, jedoch nicht jedes Mal, eine Kopie.
Bis in die 1940er Jahre lebte Smith mit seiner Familie in Philadelphia, anschließend zog die Familie mit ihm nach Hollywood in Florida. Dort lebte er bis zum Tod seiner Eltern. Ab 1967 lebte er im Rose Haven Nursing Center in Roseburg, wo er 2007 verstarb.